# Barbus macrops
Barbus macrops és una espècie de peix cipriniforme de la família dels ciprínids.

## Morfologia
Els mascles poden assolir els 9,8 cm de longitud total i els 8 g de pes.

## Distribució geogràfica
Es troba a Àfrica.